# Helicoidei
Infra-ordre
Les Helicoidei sont un infra-ordre de mollusques gastéropodes stylommatophores terrestres du sous-ordre des Helicina.

## Liste des super-familles
Selon World Register of Marine Species (17 mars 2020) :
- super-famille Helicoidea Rafinesque, 1815
- super-famille Sagdoidea Pilsbry, 1895